# Garam masála

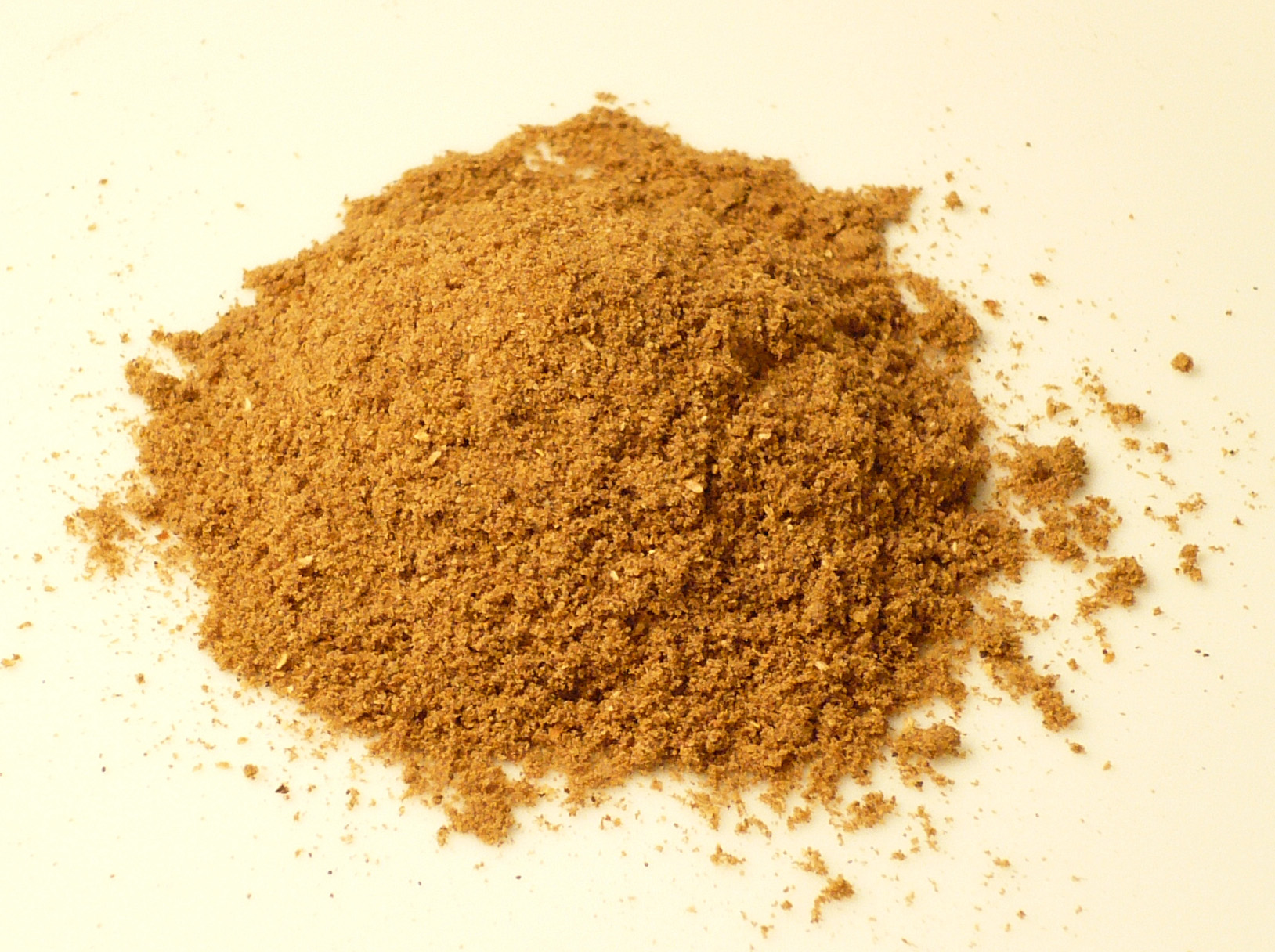
Garam másala

Garam masála je pikantní až ostrá směs koření připravovaná v jižní Asii, především Indii a Pákistánu. Používá se k ochucení například jogurtu, rozličných pokrmů Indické kuchyně, včetně jídel připravovaných na jehle a na grilu.
Směs se v různých regionech Indie a Pákistánu skládá z odlišných ingrediencí. Tradiční jihoasijské hospodyně si připravují garam masálu doma samy podle svého rodinného receptu, běžně se však v zemích tohoto regionu prodávají hotové směsi, které jsou v balené podobě k sehnání i v Evropě.

## Název

### Název v jazycích jižní Asie
Ve většině indických jazyků se tato směs nazývá garam masála/garam masálá: Např. hindsky i maráthsky गरम मसाला, pandžábsky ਗਰਮ ਮਸਾਲਾ, urdsky گرم مصالحہ, malajálamsky ഗരം മസാല, kannadsky ಗರಂ ಮಸಾಲಾ. Gudžarátsky je to „garam masáló“ (ગરમ મસાલો) Ve východní Indii a v Bangladéši se název vyslovuje gorom mošla, příp. gorom mosla (bengálsky গরম মসলা) a v Nepálu garam maslá (nepálsky गरम मसला)

### Etymologie
Garam znamená hindustánsky „horká, teplá“ a masálá značí libovolnou „směs koření“ (obě slova jsou převzata z perštiny). Doslovný překlad je tedy „horké koření“ či „teplé koření“. Uvádí se, že směs se tak nazývá pro svou schopnost podpořit trávení, a tudíž zvýšit tělesné teplo. Nelze však vyloučit, že původním důvodem pro název „garam“ je to, že se koření pro garam masálu obvykle před umletím tepelně upravují.

## Ingredience
Jedna možná varianta typická zvláště pro severoindický Kašmír se skládá z římského kmínu, černého pepře, hřebíčku, muškátového ořechu, koriandru, zeleného i černého kardamomu a bobkového listu a často též badyánu. V jižní Indii to bude bez římského kmínu a jen s černým kardamomem, zato kromě muškátového oříšku i tzv. muškátový květ. V Pandžábu se vynechá zelený kardamom, badyán i muškát, zato se přidává sušený zázvor.
Recepty se liší nejen podle regionů, ale i dle osobního gusta a žádný z nich není autentičtější než ty ostatní. Směs celého koření se obvykle krátce nasucho opraží (což zvyšuje aromatičnost) a poté se umele na prášek.
Srovnání ingrediencí garam masály typické pro tři různé státy Indie:
| Kašmírská       | Kéralská        | Pandžábská     |
| --------------- | --------------- | -------------- |
| černý pepř      | -               | černý pepř     |
| římský kmín     | -               | římský kmín    |
| zelený kardamom | -               | -              |
| černý kardamom  | černý kardamom  | černý kardamom |
| skořice         | skořice         | skořice        |
| hřebíček        | hřebíček        | hřebíček       |
| badyán          | badyán          | -              |
| muškátový ořech | muškátový ořech | -              |
| bobkový list    | -               | -              |
| koriandr        | -               | -              |
| -               | muškátový květ  | -              |
| -               | -               | sušený zázvor  |

(Tabulka je převzata z příslušného hesla Wikipedie v hindštině)